# أندرياس ميخائيل هايبيرغ
أندرياس ميخائيل هايبيرغ هو قانوني وسياسي نرويجي، ولد في 1 ديسمبر 1767 في برغن في النرويج، وتوفي في 21 مارس 1815 في فريدريكستاد في النرويج. نشط حزبياً في Independence Party ‏. وقد انتخب member of the Norwegian Constitutional Assembly ‏ عن دائرة Fredrikstad ‏ (10 أبريل 1814 – 20 مايو 1814).